# 月は切り裂く 〜探偵 相楽恭一郎〜
『月は切り裂く 〜探偵 相楽恭一郎〜』（つきはきりさく たんてい さがらきょういちろう）は、2005年2月24日にアイディアファクトリーから発売されたPlayStation 2用アドベンチャーゲーム。

## 概要
プレイヤーは三流探偵となって、様々な事件を解決していく。しかしプレイヤー自身が知恵を絞って謎に挑む要素はなく、捜査の基本は情報収集であり、事件解決の成否を決めるのはヒロインとの関係の深さである。
続編として2006年2月に『闇夜にささやく〜探偵 相楽恭一郎〜』が出ている。

## ゲームシステム
パラレルキャラクターシステム
いわゆるザッピング。主人公以外にも複数の人物の視点から物語を描写する。
マップシステム
舞台となる横浜の街を地図で表現。有益な情報を得るまで各エリアを聞き込みして回ることになる。
人物ファイルシステム
ボタンひとつで出会った人物の情報を閲覧可能。ゲームの進行に応じて情報も更新されていく。
テンキー入力システム
特定のイベントで、6桁の数字をテンキー入力する。数字は必ずゲーム中にヒントが示されている。

## ストーリー
三流探偵相楽恭一郎は、飲み屋で出会った美女と意気投合し、ともに杯を傾け……気がつくと知らない部屋におり、さらにバスルームには見覚えのない女性が倒れていた。厄介ごとに巻き込まれたと気づいた恭一郎は、逃げ出そうとしたところを即座に警察に捕まり、かと思えば釈放され、事務所に帰ると何者かに荒らされた形跡があった。
不可解な出来事続きの翌日、飲み屋で一緒だった美女の美也が事務所を訪れ、恭一郎に仕事を依頼してきた。内容は人探し、報酬は500万円だというが……。

## 登場人物
相楽 恭一郎（さがら きょういちろう）
声 - 新川龍典（ドラマCD）
22歳。9月1日生まれ。身長179cm。血液型B型。
主人公の探偵。お調子者でズボラでいい加減な性格のため、冴えない仕事しか回ってこない。たまに紹介される怪しげな仕事で生計を立てている。趣味は食玩集め。
相楽 舞子（さがら まいこ）
声 - 樋口智恵子
17歳。8月1日生まれ。身長163cm。血液型O型。
恭一郎の幼馴染。彼と苗字が同じなのは偶然であり、親戚ではない。高校2年生。通っている学園では成績優秀。気が強く一本気な性格で、探偵助手を名乗って事務所の面倒を見ている。趣味はネコグッズ集め。
賀茂 琴子（かも ことこ）
声 - 笠原弘子
19歳。1月3日生まれ。身長169cm。血液型AB型。
記憶喪失の女性。どうやらどこかのお嬢様であるらしい。恭一郎に助けられてから、探偵事務所に居候しながら喫茶店を手伝っている。趣味はクロスワード。
桐生 円（きりゅう まどか）
声 - 中山恵里奈
10月8日生まれ。身長140cm。血液型A型。
喫茶店「ハノイ」のウェイトレス。小柄なため子供のように見えるが年齢は不詳。調理から清掃まで店の全てを切り盛りしている。明るく愛想はよいが、なぜか恭一郎には冷たい。趣味はお菓子作り。
美也（みや）
声 - 園崎未恵
11月15日生まれ。身長170cm。血液型B型。
三流探偵である恭一郎を指名し、500万円もの高額な報酬の仕事を依頼してきた謎の美女。その後もなにかと彼に好意的な態度で絡んでくる。趣味はエステ、宝石。
笹倉 密子（ささくら みつこ）
声 - クラタユウキ
21歳。6月6日生まれ。身長165cm。血液型O型。
恭一郎に仕事をまわしている「探偵仕事斡旋協会」の職員。マイペースで天然だが、報酬の査定にはシビア。普段はのほほんとしているが、気落ちすると極端に悲観的になる。趣味は時代劇、読書。
水口 季梨（みなくち きり）
声 - 井口裕香
17歳。2月10日生まれ。身長161cm。血液型B型。
舞子の同級生で親友。彼女にくっついて事務所や喫茶店を訪れる。実家はかなりの金持ちらしい。趣味はリボン集め、ふわふわのふかふかもの集め。なぜか次回予告やゲームオーバー時のヒントコーナーを担当する。
羽村 雅和（はむら まさかず）
声 - 野宮一範
23歳。3月30日生まれ。身長185cm。血液型A型。
きまじめで仕事一筋のエリート刑事。階級は警部補。恭一郎を「エセ探偵」と呼ぶ。趣味はお茶。
伊達 義重（だて よししげ）
声 - 乃村健次
35歳。4月26日生まれ。身長192cm。血液型O型。
事務所の階下で喫茶店「ハノイ」を営むマスター。恭一郎の兄貴分。小さい事には拘らない性格で、店の仕事は円に任せっぱなしである。趣味はパッチワーク、裁縫。
星崎 玲司（ほしざき れいじ）
声 - 一ノ渡宏昭
25歳。7月24日生まれ。身長186cm。血液型B型。
悪の秘密結社の幹部を自称するナルシスト。恭一郎とは似たもの同士のライバル。趣味は可愛いモノの名付け。

## スタッフ
- 企画・プロデュース：樋口誠
- 製作プロデュース：中嶋裕之
- ゲームディレクター：藤澤経清
- 脚本：藤澤経清、竹内康二、伽東トヲル
- キャラクターデザイン：佐倉たくと、坂田威狩
- サウンドコンポーザー：土井直哉
- サウンドエディター：金子憲次
- オープニングテーマ「太陽の下で」
  - 作詞・作曲・編曲・歌：Hot Dog

## 関連書籍
- 月は切り裂く 〜探偵 相楽恭一郎〜 公式設定&攻略ガイド（NTT出版）ISBN 4-7571-8170-1